# Le Secret magnifique (film, 1954)
Pour les articles homonymes, voir Le Secret magnifique.
Pour plus de détails, voir Fiche technique et Distribution.
Le Secret magnifique (titre original : Magnificent Obsession) est un mélodrame américain réalisé par Douglas Sirk sorti en salles en 1954.
C'est une reprise du film du même nom de John Stahl, inspiré d'un roman de Lloyd C. Douglas.

## Synopsis
Bob Merrick est un jeune millionnaire qui, depuis la mort de son père, gâche sa vie en plaisirs futiles et sports violents. Après avoir involontairement causé le malheur d'une femme, Helen Phillips - la mort de son mari chirurgien de génie et humaniste, puis la perte de sa vue lors d'un accident - il entreprend de se racheter, sans qu'elle le sache, et c'est son "secret magnifique". 
Le film décrit sa marche vers la rédemption, grâce aux conseils d'un ami d'Helen, Edward Randolph. Bob tente d'adoucir la vie d'Helen, reprend ses études de médecine pour chercher tous les moyens de lui faire recouvrer la vue. Il tombe amoureux d'Helen et son amour devient petit à petit réciproque.

## Fiche technique
- Titre original : Magnificent Obsession
- Titre français : Le Secret magnifique
- Date de sortie : 1954
- Scénario : Robert Blees, adaptation de Wells Root, d'après le roman de Lloyd C. Douglas
- Post synchronisé par Universal Film, dans les studios Eclair à Epinay sur seine, sous la direction de Jacques Violet
- Adaptation française : Jean-Etienne Davril (direction artistique : Serge Luguen)
- Musique : Frank Skinner
- Photographie : Russell Metty
- Direction artistique : Bernard Herzbrun et Emrich Nicholson
- Décorateur de plateau : Russell A. Gausman et Ruby R. Levitt
- Costumes : Bill Thomas (robes)
- Montage : Milton Carruth
- Production : Ross Hunter
- Société de production et de distribution : Universal Pictures
- Pays de production : américain
- Langue : anglais
- Genre : Mélodrame
- Format : Technicolor - 35 mm - 2,00:1 - Son : Mono (Western Electric Recording)
- Durée : 108 minutes
- Dates de sortie :
  - États-Unis :4 août 1954 (New York)
  - États-Unis :7 mars 1954 (sortie nationale)
  - France : 18 mai 1955
- Afiche : Constantin Belinsky (France)

## Distribution
- Jane Wyman (V.F : Micheline Gary) : Helen Philips
- Rock Hudson (V.F : Andre Falcon) : Bob Merrick
- Barbara Rush (V.F : Huguette Lorelle) : Joyce Philips
- Agnes Moorehead (V.F : Helena Manson) : Nancy Ashford
- Gregg Palmer : Tom Masterson
- Otto Kruger (V.F : Bernard Lancret) : Edward Randolph
- Paul Cavanagh (V.F : Fernand Fabre) : Dr Henry Giraud
- Sara Shane (V.F : Joelle Janin) : Valerie
- Judy Nugent (V.F : Françoise Dorléac) : Judy
- Helen Kleeb (V.F : Madeleine Barbulee) : Mme Eden
- Richard H.Cutting (V.F : Ulrich Guttinger) : Dr Derwin Dodge
- Robert Williams  (V.F : Jean Violette) : Sergent Burnham
- Rudolph Anders  (V.F : Claude Moritz ) : Dr Albert Fuss
- Fred Nurney   (V.F : Sylvestre Huth )  : Dr Laradetti
- John Mylong   (V.F : Fisher-Karwin ) : Dr Emil Hofer
- Alexander Campbell  (V.F : Richard Francoeur)  : Dr Allan
- Mae Clarke  (V.F : Renée Simonot )  : Mme Miller
- Harvey Grant  (V.F : J.M.Lefebvre )  : Le petit Chris Miller
- Joseph Mell  (V.F : Raymond Rognoni )  : Dan
- Jack Kelly   (V.F : Hubert Noel)  :  1er mécanicien
- Lee Robertsjoe  (V.F : Jacques Thebault)  : 2e mécanicien
- Lance Fuller (non crédité) : un patron de bar